# Ettore Crovini
Ettore Crovini (Monticelli d'Ongina, 18 dicembre 1895 – Ponte dell'Olio, 19 marzo 1977) è stato un politico, antifascista e partigiano italiano.

## Biografia
Nato nel 1895 a Monticelli d'Ongina, quarto di diciotto fratelli, entrò giovanissimo in politica nelle file del Partito Socialista Italiano. Co-segretario della Camera del lavoro di Genova, nel 1922 fu vittima di rappresaglie da parte degli squadristi dopo uno sciopero, e fu costretto a ritirarsi a un impiego statale. Aderì al clandestino Partito Comunista Italiano e prese parte alla Resistenza piacentina, con il nome di "Mattia". Nel settembre 1943 fu tra i fondatori del Comitato di liberazione nazionale di Piacenza. Fu in questi anni presidente della Cassa di risparmio.
Nel febbraio 1947 venne eletto sindaco di Piacenza, in sostituzione di Giuseppe Visconti, alla guida di un governo di coalizione congiunto con la Democrazia Cristiana. Il mandato si concluse con il commissariamento del comune nel marzo 1950, dopo che quattro assessori democristiani si erano dimessi il 2 febbraio precedente in polemica con la giunta.
Residente per molti anni a Uscio, si trasferì in tarda età a Ponte dell'Olio, dove morì il 19 marzo 1977.